# Kamishihoro
Kamishihoro (japanska: 上士幌町?, Kamishihoro-chō) är en landskommun (köping) i Hokkaido prefektur i Japan. 